# Игнатова, Анастасия Васильевна
Анастаси́я Васи́льевна Игна́това (азерб. Anastasiya Vasilyevna İqnatova; 1907—?) — советский азербайджанский виноградарь, Герой Социалистического Труда (1951).

## Биография
Родилась 20 апреля 1907 года в селе Астраханка Шемахинского уезда Бакинской губернии (ныне село Кызмейдан Шемахинского района Азербайджана).
В 1936 году начала трудовую деятельность рядовой колхозницей в колхозе имени Ленина. Позже звеньевая в этом же колхозе.
В 1950 году А. В. Игнатова достигла высоких результатов в области виноградарства. Получила 106,1 центнера винограда с гектара на площади 4,3 гектара.
Указом Президиума Верховного Совета СССР от 3 сентября 1951 года за получение высоких урожаев винограда Игнатовой Анастасии Васильевне присвоено звание Героя Социалистического Труда с вручением ордена Ленина и золотой медали «Серп и Молот».
C 1956 года персональный пенсионер союзного значения.
Дата и место смерти неизвестны.